# اس‌تی‌اکس
اس‌تی‌اکس (انگلیسی: STX) شرکت خوشه‌ای کره‌ای است، که در سال ۱۹۷۶ تأسیس شد.